# Tsongdu
Le Tsongdu (tibétain : ཚོང་འདུས་, Wylie : tshong-'dus) est l'Assemblée nationale tibétaine, qui de 1872 à 1959 comprenait des représentants des monastères de Lhassa et des fonctionnaires laïques.

## Histoire
En 1862, deux ans après l'intronisation du 12e dalaï-lama, à la suite du renversement du régent du Tibet (sikyong) Réting Rinpoché (Ngawang Yeshe Tsultrim Gyaltsen), par Shatra Wangpug Gyalpo, kalön du kashag (assemblée du gouvernement) qui avait été poussé à la fuite par celui-ci, prend le titre de desi (vice-roi), accompagné des moines de Ganden et Drépung (Gandre Drungche). Cette assemblée dirige alors le Tibet. En 1864, Shatra décède et Lobsang Khyenrab Wangchug (nl) devient régent jusqu'en 1872. En 1872 le Gandre Drungche est dissous, et le Tsongdu, qui comprenait des représentants de tous les monastères de Lhassa ainsi que des fonctionnaires laïques, est créée.
À la fin du XIXe siècle, les Tibétains commencent à mettre en place un système politique alliant des intérêts ecclésiastiques et laïques et ayant ainsi le potentiel de résoudre les défauts de la méthode de gouvernement exclusivement ecclésiastique du Tibet.